# Калицкий, Штефан
Штефан Калицкий (словац. Štefan Kalický; 2 июля 1911, Валаска-Пиесок — 3 сентября 1944, Пусте-Поле) — словацкий преподаватель, участник Второй мировой войны и Словацкого национального восстания.

## Биография
Родился 2 июля 1911 года в Валаске-Пиесоке.
Окончил педагогическое училище в Банске-Бистрице в 1931 году. Преподаватель в народной школе в Чьерном Балоге и гражданской школе в Добшине.
Во время Словацкого национального восстания, работал в подпольной антифашистской организации, был членом Революционного народного комитета в Добшине.
Погиб в бою 3 сентября 1944 года в Пусте-Поле.